# Guy Delisle
Guy Delisle (* 19. ledna 1966, Québec) je kanadský autor komiksů.

## Životopis
Studoval animaci na Sheridan College v Oakville a poté pracoval po celém světě (Kanada, Francie, Izrael, Čína).
V Barmě a Izraeli pobýval jako doprovod své manželky, která pracuje pro organizaci Lékaři bez hranic. Zkušenosti zúročil v komiksu Jeruzalém: rok v rozděleném městě (v originále Chroniques de Jérusalem), který byl v roce 2012 oceněn Fauve d'Or: Prix du meilleur album. V Česku vyšly čtyři jeho knihy, v překladu Kateřiny Reinischové.

## Publikace
- Réflexion, Collection Patte de Mouche, L'Association, 1996
- Aline et les autres, L'Association, 1999
- Šen-čen: Cestovní deník z Číny Shenzhen, L'Association, 2000
- Inspecteur Moroni 1 : Premiers pas Dargaud, 2001
- Albert et les autres, L'Association, 2001
- Comment ne rien faire, La Pastèque, 2002
- Inspecteur Moroni 2 : Avec ou sans sucre Dargaud, 2002
- Pchjongjang – Výlet do Severní Koreje Pyongyang, L'Association, 2003
- Inspecteur Moroni 3 : Le Syndrome de Stockholm, Dargaud, 2004
- Louis au ski, 2005
- Barma - Na cestách s Lékaři bez hranic po Myanmaru Chroniques birmanes, 2007
- Louis à la plage, 2008
- Jeruzalém: rok v rozděleném městě Chroniques de Jérusalem, 2011
- Le guide du Mauvais Père, 2013